# Beiträge zur Militärgeschichte
Die Beiträge zur Militärgeschichte sind eine monografische Reihe, die vom Zentrum für Militärgeschichte und Sozialwissenschaften der Bundeswehr herausgegeben wird mit dem  Militärgeschichtlichen Forschungsamt als ehemaligem herausgebenden Organ. Sie erscheint seit 1969 in  München bei Oldenbourg und neuerdings in Berlin/Boston bei De Gruyter. Als Nebentitel werden teils genannt: Schriftenreihe des ZMSBw, Schriften des Militärgeschichtlichen Forschungsamtes, Schriftenreihe des Militärgeschichtlichen Forschungsamtes. Vorgänger waren die Beiträge zur Militär- und Kriegsgeschichte des Militärgeschichtlichen Forschungsamtes, die in Stuttgart bei der Deutschen Verlags-Anstalt (DVA) von 1960 bis 1982 erschien (Nr. 1.1960 – 25.1982) und deren Bandzählung fortgesetzt wurde.
Das Militärgeschichtliche Forschungsamt (MGFA) ging zum Jahreswechsel 2012/2013 in das am Folgetag neu aufgestellte Zentrum für Militärgeschichte und Sozialwissenschaften der Bundeswehr über. Einige der Bände erschienen in weiteren Auflagen. Die folgende Übersicht erhebt keinen Anspruch auf Aktualität oder Vollständigkeit.

## Übersicht
(DNB)

### Beiträge zur Militärgeschichte
- 78 Der Erste Weltkrieg zur See. Huck, Stephan / Epkenhans, Michael  (Hrsg.). Berlin: De Gruyter Oldenbourg, 2017
- 77 Völkerschlacht bei Leipzig: Verläufe, Folgen, Bedeutungen 1813–1913–2013 / hrsg. von Martin Hofbauer und Martin Rink. Berlin: De Gruyter Oldenbourg, 2017
- 76 Soldaten im Nachkrieg. Echternkamp, Jörg. – Berlin: De Gruyter Oldenbourg, 2014
- 75 Wege zur Wiedervereinigung. München: Oldenbourg, 2013
- 74 Reichsgewalt bedeutet Seegewalt. Herold, Heiko. – München: Oldenbourg, 2013
- 73 Rache und Triumph. Libero, Loretana de. – Berlin: De Gruyter Oldenbourg, 2014
- 72 Preußens Ruhm und Deutschlands Ehre. Aschmann, Birgit. – München: Oldenbourg, 2013
- 71 Die Alpen im Kalten Krieg. München: Oldenbourg, 2012
- 70 Die Kaiserliche Schutztruppe für Deutsch-Ostafrika. Bührer, Tanja. – München: Oldenbourg, 2011
- 69 Soldaten gegen Nordamerika. Huck, Stephan. – München: Oldenbourg, 2011
- 68 Am Rande Europas? München: Oldenbourg, 2009
- 67 Perspektiven der Militärgeschichte. München: Oldenbourg, 2010
- 66 Skagerrakschlacht. München: Oldenbourg, 2009 (2010, 2. Aufl.)
- 65 Vorpommern nördlich der Peene unter dänischer Verwaltung 1715 bis 1721. Meier, Martin. – München: Oldenbourg, 2008
- 64 Wehrmacht und Niederlage. Die bewaffnete Macht in der Endphase der nationalsozialistischen Herrschaft 1944–1945. Andreas Kunz. – München: Oldenbourg, 2007, 2. Aufl.
- 64 Deutsche Marinen im Wandel. München: Oldenbourg, 2005
- 64 Wehrmacht und Niederlage. Kunz, Andreas. – München: Oldenbourg, 2005
- 62 Das ereignisreiche Leben eines "Wilhelminers". Hopman, Albert. – München: Oldenbourg, 2004
- 61 Maritimer Imperialismus. Hobson, Rolf. – München: Oldenbourg, 2004
- 60 Das Militär und der Aufbruch in die Moderne 1860 bis 1890. München: Oldenbourg, 2003
- 59 Krieg und Militär im Film des 20. Jahrhunderts. München: Oldenbourg, 2003
- 58 Ökonomie und Expansion. Volkmann, Hans-Erich. – München: Oldenbourg, 2003
- 57 Die polnische Heimatarmee. München: Oldenbourg, 2003
- 56 Die Politik der Nationen. München: Oldenbourg, 2002
- 55 Kriegsende 1945 in Deutschland. München: Oldenbourg, 2002
- 54 Reichskommissariat Norwegen. Bohn, Robert. – München: Oldenbourg, 2000
- 53 Kriegsende 1918. München: Oldenbourg, 1999
- 52 Von Wien nach Königgrätz. Angelow, Jürgen. – München: Oldenbourg, 1996
- 51 Volksarmee schaffen – ohne Geschrei! München: Oldenbourg, 1994
- 50 Politischer Wandel, organisierte Gewalt und nationale Sicherheit. München: Oldenbourg, 1995
- 49 Carl von Clausewitz. Rose, Olaf. – München: Oldenbourg, 1995
- 48 Das internationale Krisenjahr 1956. München: Oldenbourg, 1999
- 47 Stehendes Heer und städtische Gesellschaft im 18. Jahrhundert. Pröve, Ralf. – München: Oldenbourg, 1995
- 46 Deutsche militärische Verluste im Zweiten Weltkrieg. Overmans, Rüdiger. – München: Oldenbourg, 1999 (2004, 3. Aufl.)
- 45 Karl Wilhelm v. Heideck. Seewald, Berthold. – München: Oldenbourg, 1994
- 44 Rüstungspolitik in Baden. Peter, Roland. – München: Oldenbourg, 1995
- 43 Die Wehrpflicht. München: Oldenbourg, 1994
- 42 Falkenhayn. Afflerbach, Holger. – München: Oldenbourg, 1994 (1996, 2. Aufl.)
- 41 Adenauers Aussenpolitik gegenüber den Siegermächten 1954. Gersdorff, Gero von. – München: Oldenbourg, 1994
- 40 "Unternehmen Barbarossa". München: Oldenbourg, 1993
- 39 Wilhelm Groener. Hürter, Johannes. – München: Oldenbourg, 1993
- 38 "Serbien ist judenfrei". Manoschek, Walter. – München: Oldenbourg, 1993 (1995, 2. Aufl.)
- 37 Das Nordatlantische Bündnis 1949–1956. München: Oldenbourg, 1993
- 36 Reichswehr und Rote Armee 1920–1933. Zeidler, Manfred. – München: Oldenbourg, 1993 (2. Aufl., unveränd. Studienausg.)
- 35 Die Illusion der Wunderwaffen. Schabel, Ralf. – München: Oldenbourg, 1993
- 34 Militär, Staat und Gesellschaft. Deist, Wilhelm. – München: Oldenbourg, 1991
- 33 Generalfeldmarschall von Moltke. München: Oldenbourg, 1991
- 32 Die wilhelminische Flottenrüstung 1908–1914. Epkenhans, Michael. – München: Oldenbourg, 1991
- 31 Machtverfall und Machtbewusstsein. Ebersold, Bernd. – München: Oldenbourg, 1992
- 30 Die Pragmatische Armee 1741 bis 1743. Handrick, Wolfgang. – München: Oldenbourg, 1991
- 29 Der Militarismus der "kleinen Leute". Rohkrämer, Thomas. – München: Oldenbourg, 1990
- 28 Die italienischen Militärinternierten im deutschen Machtbereich. Schreiber, Gerhard. – München: Oldenbourg, 1990
- 27 Bundeswehr und Tradition. Abenheim, Donald. – München: Oldenbourg, 1989
- 26 Europa im Zeitalter Friedrichs des Grossen. München: Oldenbourg, 1989

### Beiträge zur Militär- und Kriegsgeschichte
- 25 Militärgeschichte. Stuttgart: Deutsche Verlags-Anstalt, 1982
- 24 Völkerrecht, Versailler Vertrag und Auslieferungsfrage. Schwengler, Walter. – Stuttgart: Deutsche Verlags-Anstalt, 1982
- 23 Heimatheer und Revolution 1918. Schmidt, Ernst-Heinrich. – Stuttgart: Deutsche Verlags-Anstalt, 1981
- 22 Entscheidung im Westen 1944. Ose, Dieter. – Stuttgart: Deutsche Verlags-Anstalt, 1982 (1985, 2. Aufl.)
- 21 Die deutsche Luftwaffenführung 1935–1945. Boog, Horst. – Stuttgart: Deutsche Verlags-Anstalt, 1982
- 20 Revisionismus und Weltmachtstreben. Schreiber, Gerhard. – Stuttgart: Deutsche Verlags-Anstalt, 1978
- 19 Adjutant im Preussischen Kriegsministerium Juni 1918 bis Oktober 1919. Böhm, Gustav. – Stuttgart: Deutsche Verlags-Anstalt, 1977
- 18 Deutsche Militärverwaltungen 1938/39. Umbreit, Hans. – Stuttgart: Deutsche Verlags-Anstalt, 1977
- 17 Flottenpolitik und Flottenpropaganda. Deist, Wilhelm. – Stuttgart: Deutsche Verlags-Anstalt, 1976
- 16 Generalfeldmarschall Wilhelm Ritter von Leeb. Leeb, Wilhelm von. – Stuttgart: Deutsche Verlags-Anstalt, 1976
- 15 Stalingrad. Kehrig, Manfred. – Stuttgart: Deutsche Verlags-Anstalt, 1974 (1976, 2. Aufl.; 1979, 3. Aufl.)
- 14 Zwischenspiel auf dem Balkan. Olshausen, Klaus. – Stuttgart: Deutsche Verlags-Anstalt, 1973
- 13 Die Wende vor Moskau. Reinhardt, Klaus. – Stuttgart: Deutsche Verlags-Anstalt, 1972
- 12 Das deutsche Wehrmachttransportwesen im Zweiten Weltkrieg. Rohde, Horst. – Stuttgart: Deutsche Verlags-Anstalt, 1971
- 11 Frauen im Kriegsdienst. Stuttgart: Deutsche Verlagsanst., 1969
- 10 Das Heer und Hitler. Müller, Klaus-Jürgen. – Stuttgart: Deutsche Verlagsanst., 1969 (1988, 2. Aufl.)
- 09 Dokumente und Dokumentarfotos zur Geschichte der deutschen Luftwaffe. Stuttgart: Deutsche Verlagsanst., 1968
- 09 Die deutsche Luftwaffe 1933–1939. Völker, Karl-Heinz. – Stuttgart: Deutsche Verlagsanst., 1967
- 08 Die deutsche Luftwaffe 1933–1939. Völker, Karl-Heinz. – Stuttgart: Deutsche Verlagsanst., 1967, 2. Aufl.
- 07 Das Gesetz des Handelns. Klink, Ernst. – Stuttgart: Deutsche Verl.-Anst., 1966
- 06 Offiziere im Bild von Dokumenten aus drei Jahrhunderten. Stuttgart: Dt. Verl.-Anst., 1964
- 05 Abwehrkämpfe am Nordflügel der Ostfront, 1944–1945. Stuttgart: Dt. Verl.-Anst., 1963
- 04 Untersuchungen zur Geschichte des Offizierkorps. Stuttgart: Dt. Verl.-Anst., 1962
- 03 Die Generalstäbe in Deutschland 1871–1945. Schmidt-Richberg, Wiegand. – Stuttgart: Dt. Verl. Anst., 1962
- 02 Operationsgebiet östliche Ostsee und der finnisch-baltische Raum 1944. Stuttgart: Dt. Verl.-Anst., 1961
- 01 Rückzug und Verfolgung. Stuttgart: Dt. Verl.-Anst., 1960.